# Contrasto
Der Contrasto (Italienische Sprache contrasto „Gegensatz, Streit“) ist eine lyrische Gattung der italienischen, vornehmlich der sizilianischen Dichtung seit dem Mittelalter. Er zählt zur Art der Streitgedichte, ist vom früheren provenzalischen Joc partit beeinflusst und steht formal der Tenzone nahe: im dialogischen Contrasto treten zwei – oft allegorisch verstandene – Personen auf, die in ihnen zugeordneten Einzelstrophen eine Position vertreten.
Bekannte Beispiele aus dem 13. Jahrhundert sind das Cielo d’Alcamo zugeschriebene Rosa fresca aulentissima und die Contrastos des Jacopone da Todi.